# Christoph von Ritter
Christoph Freiherr von Ritter zu Groenesteyn (* 1954) ist ein deutscher Internist, Gastroenterologe und Endokrinologe.
Familie
Christoph von Ritter entstammt dem rheinischen Geschlecht der Freiherrn von Ritter zu Groenesteyn. Er ist ein Enkel des ehemaligen Bayrischen Gesandten am Heiligen Stuhl Otto Freiherr von Ritter zu Groenesteyn. Ritter ist verheiratet mit Lucia Rodriguez Losada Allende und hat vier Söhne.
Ausbildung
Ritter verbrachte seine Kindheit in Stuttgart, wo er am Porsche Gymnasium, Stuttgart-Zuffenhausen, 1971 sein Abitur ablegte. Von 1973 bis 1981 absolvierte er das Studium der Humanmedizin an der Universität  Freiburg im Breisgau, der Universität Regensburg  und der TU München. Nach einem Jahr als Assistenzarzt am Institut für Pathologie der TU München (Wolfgang Gössner) begann er seine Ausbildung in klinischer Medizin an der Chirurgischen Klinik und Poliklinik der TU München (Jörg Rüdiger Siewert). Im Jahr 1983 wechselte er an die Abteilung von André L. Blum am Stadtspital Triemli, Zürich. Im Jahr 1987 promovierte er an der medizinischen Fakultät der Université de Lausanne (André L. Blum) mit der Arbeit  Microsphere estimates of blood flow. Methodologic considerations.
Nach einem Aufenthalt als Visiting Lecturer (1985 - 1987) an der Chirurgischen Klinik der University of the Witwatersrand (Ron A. Hinder)  nahm Ritter 1987-1989 an einen Forschungsprogramm am Department auf Physiology des LSU Health Sciences Center Shreveport (Daniel Neil Granger) teil und erwarb mit seiner Arbeit The Role of Neutrophilic Mediators in Acute Inflammation of the Gut den Doctor of Philosophy in Basic Medical Sciences (PhD).
Von 1989 bis 1998 war Ritter an der Medizinischen Klinik II. Klinikum Großhadern bei Gustav Paumgartner tätig erwarb dort die Anerkennung als Facharzt für Innere Medizin, Gastroenterologie und Endokrinologie.
Nach der Habilitation (1993) an der Ludwig-Maximilians-Universität München mit der Arbeit Bedeutung der entzündlichen Veränderungen der Gallenblasen Mukosa in der Pathogenese der Cholesterin-Gallensteine (Gustav Paumgartner) wurde er im Jahr 2001 zum außerplanmäßigen Professor der Ludwig-Maximilians-Universität ernannt.
Im  Jahr 2012 wurde ihm der Titel Fellow of American Gastroenterological Association verliehen.
Berufliche Tätigkeit
Ritter war von 1998 bis 2000 Chefarzt der Inneren Abteilung des Krankenhaus Vinzentinum in Ruhpolding. Von 2000 bis zu seiner Pensionierung im Jahr 2019 wechselte er als Chefarzt an die Innere Abteilung der RoMed Klinik Prien a. Chiemsee, Akademisches Lehrkrankenhaus der LMU München, und war dort von 2005 bis 2017 auch als Ärztlicher Leiter der gesamten Klinik tätig.
Von 2011 bis 2017 war er am Vatikan Berater des Pontificium Consilium pro Valetudinis Administris.
In Baku, Aserbaijan, war Ritter in den Jahren 2011 bis 2018 am BonaDea International Hospital in der Funktion eines Senior Consultant des Dept. of Gastroenterology/Hepatology and Endocrinology tätig.

## Schriften (Auswahl)
- von Ritter C, Hinder RA, Womack W, Bauerfeind P, Fimmel CJ, Kvietys PR, Granger DN, Blum AL. Microsphere estimates of blood flow: methodological considerations. Am J Physiol. 1988 Feb;254:G275-9.
- von Ritter C, Grisham MB, Hollwarth M, Inauen W, Granger DN.Neutrophil-derived oxidants mediate formyl-methionyl-leucyl-phenylalanine-induced increases in mucosal permeability in rats. Gastroenterology. 1989 Sep;97(3):778-80.
- von Ritter C, Be R, Granger DN. Neutrophilic proteases: mediators of formyl-methionyl-leucyl-phenylalanine-induced ileitis in rats.Gastroenterology. 1989 Sep;97(3):605-9.
- von Ritter C, Grisham MB, Granger DN. Sulfasalazine metabolites and dapsone attenuate formyl-methionyl-leucyl-phenylalanine-induced mucosal injury in rat ileum. Gastroenterology. 1989 Mar;96(3):811-6.
- von Ritter C, Sekizuka E, Grisham MB, Granger DN. The chemotactic peptide N-formyl methionyl-leucyl-phenylalanine increases mucosal permeability in the distal ileum of the rat. Gastroenterology. 1988 Sep;95(3):651-6.
- von Ritter C. Inflammatory changes in gallbladder mucosa. Their role in the pathogenesis of cholesterol gallstones. Fortschr Med. 1996 Aug 20;114(22-23):277-8.
- mit Rainer Maria Woelki, Christian Hillgruber, Manfred Spieker und Giovanni Maio: Wie wollen wir sterben? Beiträge zur Debatte um Sterbehilfe und Sterbebegleitung. Paderborn 2016, ISBN 3-506-78435-8.
- mit Josef Zahler, Jörg Zedler und Norbert Graf von Stillfried: Zum 150. Geburtstag von Otto Freiherr von Ritter zu Groenesteyn. Ehrenbürger von Krün. Historisches, Politisches und Familiäres aus seinem Leben . Krün 2015, ISBN OCLC 934144832